# Tetragoneura paraardeiceps
Tetragoneura paraardeiceps är en tvåvingeart som beskrevs av Duret 1980. Tetragoneura paraardeiceps ingår i släktet Tetragoneura och familjen svampmyggor. Inga underarter finns listade i Catalogue of Life.